# گفت‌وگوی جادوگر بزرگ با ملکه‌ی جزیره‌ی رنگ‌ها
گفت‌وگوی جادوگر بزرگ با ملکه جزیره رنگ‌ها کتابی از جمشید خانیان است. این اثر در سال ۱۳۹۷ از سوی نشر افق منتشر شده‌است.این اثر در سال ۲۰۲۰ در فهرست کلاغ سفید قرار گرفت. همچنین این اثر برنده نشان نقره هشتمین دوره جایزه لاک پشت پرنده شده‌است.

## معرفی
رهی می‌خواهد دوچرخه بست‌وچهار دنده نارنجی سایز بیست‌وشش داشته باشد. ولی پول لازم برای خرید آن را باید خودش جور کند، ایده او این است که تابستان در پوست خرگوش جلوی پیتزافروشی بایستد و کار کند، ولی ناگهان با پیشنهاد عجیب و غریبی روبه‌رو می‌شود، یک پیشنهاد جادویی و رنگارنگ. این رمان روایتی از یک نوجوان به نام رهی است. او می‌خواهد برای انجام کار مهمی که خودش هم نمی‌داند چیست، به جزیره گنج برود. اما یک چیز را خوب می‌داند و آن هم این است که با پولی که در جزیره به دست خواهد آورد، می‌تواند یک دوچرخه ۲۴ دنده نارنجی‌رنگ سایز ۲۶ بخرد. همین مسئله عزمش را جزم می‌کند که مانند ماتیوی نیرومند، با سینه ستبر و پاهایی که محکم قدم برمی‌دارد، راهی جزیره گنج بشود. این رمان در ۵۴ فصل کوتاه نوشته شده‌است.

## جوایز
کتاب گفت‌وگوی جادوگر بزرگ با ملکه جزیره رنگ‌ها اثر جمشید خانیان سال ۱۳۹۹ خورشیدی (۲۰۲۰ میلادی) در فهرست کتابخانه بین‌المللی مونیخ موسوم به کلاغ سفید قرار گرفته‌است.
همچنین این اثر برنده نشان نقره هشتمین دوره جایزه لاک پشت پرنده شد.